# 张学菲
张学菲（英語：Sophie Zhang）是一位美国华人数据科学家，Facebook前员工和内部告发者。

## 生平
出生于密歇根州安娜堡，毕业于密歇根大学，2018年进入Facebook工作担任数据分析师，因揭露Facebook监控网络政治操纵诸多细节于2020年9月被辞退。